# خفية الأبواغ الهشة
خفية الأبواغ الهشة هو طفيليٌ يُصيب البرمائيات. تكون البويضات غير منتظمة الشكل والسطح.